# La dimora delle bambole
La dimora delle bambole è una raccolta di racconti dello scrittore giapponese Yukio Mishima, composta da cinque storie scritte e pubblicate originalmente tra il 1946 ed il 1963, uscita in Italia nel 1998.
In quest'antologia si ritrovano i temi cari all'autore quali il mito della bellezza, la follia umana, l'infanzia disillusa, l'amore e la morte, il dolore del distacco, della perdita, della caducità delle cose, la contrapposizione infanzia e vecchiaia e pure la suspense di un racconto di fantasmi.

## Composizione
I cinque racconti:
- "Storia di un promontorio" (titolo originale 岬にての物語, "Misaki nite no monogatari", 1946): Il primo racconto è nato da un episodio autobiografico: i genitori di Mishima non apprezzavano la sua passione per la lettura e gli sottrassero ogni sorta di libro, tra cui il suo preferito "Le mille e una notte". Allora il ragazzo decise che, se non poteva affidarsi ai libri, ne avrebbe scritti di suoi e "Storia di un promontorio" è uno dei suoi primi prodotti.[2] La storia parla di un ragazzino che al mare, sotto osservazione del segretario Okogi, si allontana e si avvia per un sentiero che conduce su un promontorio. Nel cammino raggiunge una piccola casetta dalla quale proviene il suono di un armonium e decide di entrarvi. Qui conosce la ragazza che stava suonando lo strumento e successivamente il suo fidanzato, i quali lo condurranno in cima al promontorio. Giocano a nascondino, ma quando è il turno del protagonista procedere alla ricerca degli altri, i due giovani sembrano essere spariti; lo scrittore lascia intendere che si sono lanciati nel vuoto dall'alto promontorio. Impaurito e spaventato, il ragazzo corre a perdifiato in cerca della via del ritorno.

- "Il principe Karu e la principessa Sotōri" (titolo originale 軽王子と衣通姫, "Karu no miko to Sotōrihime", 1947): Dopo la morte dell'Imperatore, di cui era amante, la principessa Sotōri inizia una relazione con il principe ereditario Karu. Per vivere la loro folle storia d'amore i due sono costretti ad abbandonare la corte imperiale, facendo così diventare Imperatore il fratello minore del protagonista. Inizialmente il protagonista studia un piano per riappropriarsi dell'impero,ma, mentre il suo esercito capitanato dal consigliere Iwaki voleva compiere la rivolta, i due amanti decidono di compiere un gesto estremo, per vivere in serenità il loro amore.

- "La dimora delle bambole" (titolo originale 雛の宿, "Hina no yado", 1953): Siamo nel periodo de "La festa delle bambole", festa tradizionale giapponese. Il protagonista si avventura per il quartiere Ginza di Tokyo e, dopo aver camminato a lungo, si ferma in una sala di pachinko (gioco giapponese simile alle slot machine), Qui incontra una studentessa, Kyoko Kanda, a cui inizialmente insegna a giocare e che conduce poi in un ristorante per mangiare qualcosa insieme. Incuriosito dal fatto che la ragazza seguisse senza timore uno sconosciuto, le domanda se aveva l'abitudine di seguire chiunque decidesse di accompagnarla da qualche parte. Lei risponde candidamente che, essendo il periodo de "La festa delle bambole" e poiché sua madre la definiva Imperatrice, era uscita a cercare il proprio Imperatore e siccome lu corrispondeva all'uomo che lei spesso aveva visto in sogno, lo aveva seguito senza esitazioni. Alla fine decide di accompagnare la ragazza a casa, dove viene accolto dalla madre di costei e invitato a bere del sakè bianco, secondo il cerimoniale, ed a trattenersi per la notte. Quella strana giornata rimane così impressa nella mente del giovane, che decide tempo dopo di ritornare a trovare le due donne. Giunto davanti a casa di costoro le scorge, attraverso la finestra, sedute davanti all'altare, con lo stesso abbigliamento che avevano il giorno del primo incontro: “era possibile che madre e figlia attendessero ogni notte il mio ritorno? Che l'imperatrice fosse costretta a prolungare la festa fino all'autunno, in attesa del ritorno dell'imperatore?” (pag.103).

- "Il mare e il tramonto" (titolo originale 海と夕焼, "Umi to yūyake", 1955): Anri, guardiano del tempio Kenchōji era solito fare le pulizie velocemente per poter salire in cima al monte Shōjōgatake, per osservare il tramonto. Con lui vi era un fanciullo, inviso ai propri coetanei perché sordomuto, ma di cui il custode aveva una gran compassione. Un giorno giunti sulla vetta, Anri decide di raccontare al suo compagno di viaggio la sua storia, di come gli era stato pronosticato da Cristo che sarebbe stato lui bambino a riconquistare Gerusalemme e l'obbligò a radunare altri bambini per recarsi a Marsiglia, dove si sarebbero dovute aprire le acque del Mediterraneo, per indicargli il cammino. Lui esegue alla lettera quanto ordinatogli, ma giunto a destinazione il mare non si apre e lui ed i bambini che lo avevano accompagnato vengono condotti ad Alessandria d'Egitto e venduti come schiavi. Fortunatamente incontra il monaco zen Daikaku che era in India per studiare il Buddhismo, che lo salva e lo tiene come suo servitore. Successivamente il monaco si dovette trasferire in Giappone ed Anri lo supplica di condurlo con sé. Da allora dimora lì, senza la speranza di rivedere il suo paese natio, ma tutte le sere, al giungere del tramonto, sentiva la necessità di salire in cima allo Shōjōgatake per osservare il mare e ricordare quella profezia della sua infanzia. Il fanciullo dormiva al suo fianco e quando le tenebre presero il posto della luce, ridiscesero verso il tempio.

- "Biglietti" (titolo originale 切符, "Kippu", 1963): Una sera l'associazione dei commercianti, composta dai proprietari dei negozi del quartiere, si riunisce per discutere della "Festa d'autunno". Dopo aver animatamente trattato l'argomento, il proprietario del ristorante propone di andare a rinfrescarsi sulle rive del fiume, portandosi della birra ghiacciata. Solo una parte del gruppo gradisce la proposta e si incammina con le lattine in mano. Sen'ichirō, dopo aver visto Tani l'orologiaio, si indigna per la sua presenza, in quanto era convinto che fosse colpa sua se Tomiko, la sua defunta moglie, si fosse suicidata, dopo aver ricevuto le sue avances. Voleva le prove e avrebbe utilizzato quella sera per farlo confessare. Giunti davanti all'ingresso del "Grande convegno di fantasmi", propone alla combriccola di amici di entrare, pensando che l'orologiaio si sentisse in imbarazzo, tanto da ammettere le sue colpe. Entrarono in quattro e durante il tragitto all'interno di questa mostra, cerca in tutti i modi di parlare di Tomiko a Tani per vedere la sua reazione, mentre gli altri due, Honda e Murakoshi cercavano di scoprire i trucchi dei vari congegni. È decisamente ebbro, ma si riprende subito, non appena un fantoccio, rappresentazione di una donna annegata, gli fa credere per un istante che quella fosse la sua consorte. Il percorso continua e contemporaneamente aumentano la malinconia e la tristezza di Sen'ichirō, tanto che improvvisamente decide di uscire da una porta di emergenza. Fuori dalla struttura gli appare prima da lontano, poi da vicino la figura di Tomiko, allorché si mette a correre e ad urlare inseguito dalla consorte. Questa non appena riesce a raggiungerlo, gli chiede spiegazione di questo suo bizzarro atteggiamento e lo sollecita a rientrare in casa, in quanto sono giunti dei parenti in visita. Durante la passeggiata per rientrare verso la loro dimora, la donna decide di confessare al marito di aver ricevuto una lettera d'amore dall'orologiaio alla quale lei non rispose e sostiene che questo fatto abbia spinto l'uomo ad un folle gesto. Sen'ichirō, noncurante di quanto gli stesse dicendo la moglie, comincia a contare nervosamente i biglietti d'entrata: lui ne possedeva dieci, se erano entrati in quattro come faceva ad avanzarne sette?

## Edizioni italiane
- La dimora delle bambole, trad. e cura di Lydia Origlia, Collana Prosa e Poesia del Novecento n.70, Milano, SE, aprile 1998,  p. 144, ISBN 978-88-7710-384-0. - Collana Testi e Documenti n.111, SE, 2002-2010, ISBN 978-88-7710-699-5; Collana ET Scrittori n.1495, Torino, Einaudi, 2008, ISBN 978-88-061-8880-1.